# Jennifer Murzeau
Jennifer Murzeau, née en 1984, est une journaliste indépendante, écrivaine et auteure française.

## Biographie
Journaliste indépendante, Jennifer Murzeau vit et travaille à Paris,.

## Carrière littéraire
En 2012, Jennifer Murzeau publie un premier roman Les Grimaces, aux éditions Léo Scheer. Elle y dépeint le quotidien de deux femmes travaillant pour une chaîne de télévision du câble, victime ou bourreau dans un univers de petites violences, de compétition et de guerre des ego.Elle est également l’auteure des romans Il bouge encore chez aux éditions Robert Laffont en 2014, et de La Désobéissante chez le même éditeur en 2017.
En 2019, Jennifer Murzeau s’initie au journal d’immersion, et raconte sa propre expérience d’une vie sans eau et nourriture dans les bois. Pendant une semaine, l’auteure quitte sa vie de citadine pour renouer avec la nature.
En 2021, Jennifer Murzeau publie le roman d’écofiction Le cœur et le chaos aux éditions Julliard. Dans un Paris dépeint sur fond d’effondrement écologique, trois personnages partent en quête de sens, et  confrontent leurs solitudes pour mieux se retrouver eux-mêmes,.

### Roman
- Les Grimaces, Léo Scheer, 2012, 168 p.  (ISBN 9782756103839)
- Il bouge encore, Robert Laffont, 2014, 270 p.  (ISBN 9782221145739)
- La Désobéissante, Robert Laffont, 2017, 270 p.  (ISBN 9782221192924)
- Le Cœur et le Chaos, Julliard, 2021, 240 p.  (ISBN 9782260054634)

### Récit
- La Vie dans les bois, Allary éditions, 2019, 192 p.  (ISBN 9782266305877)

### Littérature jeunesse
- Le Second Souffle, Gilles Marchand et Jennifer Murzeau, 2021, 304 p.  (ISBN 9782700276718)